# Universitat Nacional d'Educació a Distància
La Universitat Nacional d'Educació a Distància (UNED) és una universitat pública espanyola d'àmbit estatal. Es tracta d'una universitat relativament jove, que comença les seves activitats acadèmiques el 1973. Creada mitjançant el Decret 2310/1972, del 18 d'agost de 1972, publicat al Butlletí Oficial de l'Estat (BOE) l'1 de setembre d'aquest mateix any. La seva fundació es completa amb el Decret 3114/1974, de 25 d'octubre, el qual va establir l'esquema de funcionament de la UNED fins a l'aprovació dels seus estatuts. La UNED imparteix cursos a distància per mitjà de suport audiovisual i internet.
Té la seu central a Madrid, als campus de Senda del Rey i de Ciutat Universitària. Per les seves especificitats i àmbit d'actuació, és l'únic centre públic d'ensenyament universitari que no ha estat adscrit a cap comunitat autònoma, estant sota la tutela del Ministeri d'Educació i Ciència del Govern d'Espanya. En atenció a les seves especials característiques, la Llei Orgànica 6/2001 d'Universitats (LOU) li garanteix a la UNED el mateix grau d'autonomia que a les restants universitats espanyoles.
Després de més de trenta anys de funcionament i prop de 180.000 alumnes (si sumim els quals cursen carreres reglades, programes d'Ensenyament Obert i els cursos de Formació del Professorat) ocupa el primer lloc, per nombre d'alumnes matriculats, de totes les Universitats espanyoles; i és la segona d'Europa després de l'Open University del Regne Unit.
La UNED combina la tradicional metodologia a distància amb l'ús intensiu de les noves tecnologies de la informació i la comunicació a través dels seus cursos virtuals en Internet, la televisió educativa, els programes de ràdio i el suport als seus alumnes mitjançant tutories presencials d'assistència no obligatòria en la seva ampla xarxa de Centres Associats.

## Centres associats
La UNED compta amb una extensa xarxa de centres associats que permeten a l'estudiant acostar-se a un centre universitari, consultar amb el seu professor tutor, realitzar els seus exàmens, i accedir a serveis informàtics i bibliotecaris. En l'actualitat la UNED posseïx 60 centres associats en Espanya, el primer i degà, creat en Las Palmas de Gran Canaria el 1973, i l'últim, el de Tudela (Navarra) fundat el 1998; així com altres 14 en l'estranger. La relació centres associats - seu central es regula pel Reial decret 1.095/1979 de 4 d'abril. Mentre que la Llei 11/1983 Orgànica de Reforma Universitària i, més tard la Llei Orgànica d'Universitats (LOU) que va venir a derogar a aquella, atribuïx a la UNED competència acadèmica en tot el territori espanyol, «utilitzant els mitjans que estimi necessaris, sense perjudici dels acords i convenis que, si escau, conclogui a tal fi amb les Comunitats Autònomes i altres entitats públiques i privades».
La seu central, situada a Madrid, es compon de facultats, seccions i departaments, com la resta d'universitats espanyoles, i a ella pertanyen els professors responsables de la docència i investigació de les diferents matèries. La UNED, a més dels professors permanents (Catedràtics i Professors Titulars), té en la seva plantilla professors contractats (associats, ajudants, col·laboradors, i contractats doctors). Els centres associats s'encarreguen de contractar, i de remunerar als professors-tutors. Les seves funcions són les pròpies del seu nivell, però en la modalitat d'ensenyament a distància.
Els centres associats serveixen de suport als ensenyaments de la UNED i promouen el progrés cultural de l'entorn on se situen. En la pràctica són institucions bàsiques del sistema UNED, on s'acull, orienta i assisteix presencialment a l'alumne. Faciliten la socialització, organitzen les proves presencials, proporcionen els recursos materials de suport i actuen com enllaços entre l'alumne i la seu central. Són organismes autònoms que depenen de la Seu Central per a temes acadèmics, però que han estat creats per iniciativa local i estan patrocinats, a través dels corresponents convenis, per corporacions o entitats públiques i privades.
La figura del professor-tutor, present en els centres associats, és la més significativa i constituïx el vincle entre el professor responsable de la seu central i l'alumne. La seva missió se centra en activitats orientadores, seguint les directrius del departament corresponent, i a ajudar a l'alumne en el seu estudi individual i en la realització de les tasques pràctiques.

## Estudis

### Proves d'accés a la Universitat (Selectivitat o PAAU)
La UNED convoca i realitza les Proves per a l'Accés a la Universitat segons la normativa vigent, amb la finalitat de possibilitar l'inici dels estudis superiors a través del posterior trasllat d'expedient, supeditat a les condicions d'ingrés en cadascuna de les Universitats. Aquestes proves es realitzen a Madrid, Seu Central, en cadascun dels Centres Associats i en aquells països estrangers en els quals l'ambaixada Espanyola compti amb una oficina d'Educació i el nombre d'alumnes a examinar-se així ho justifiqui.

### Ensenyaments reglats
- Llicenciatura, Diplomatura i Enginyeria Tècnica. Llista actualitzada d'estudis d'ensenyaments reglats[Enllaç no actiu]
- Estudis de Doctorat Estudis de tercer cicle conduents a l'obtenció del títol de Doctor. La UNED publica anualment una guia en la qual s'inclouen els Programes de Tercer Cicle que oferixen les seves Facultats i Instituts Universitaris. Guia de Cursos de Doctorat[Enllaç no actiu]

### Ensenyaments reglats no universitaris
Amb una metodologia similar als ensenyaments reglats, la UNED imparteix el Curs d'Accés Directe a la Universitat per a majors de 25 anys que, segons la introducció cursada i una vegada superat, concedeix accés directe a totes les carreres que s'imparteixen en la UNED. Quan es tracta de la implantació de nous plans d'estudi, substitutius dels antics, el curs dona accés a la nova titulació. A diferència d'altres Universitats, la UNED no només realitza els exàmens oficials corresponents a les Proves d'Accés, sinó que imparteix un curs acadèmic complet, seguint la seva pròpia metodologia.

### Cursos de Postgrau
La UNED proposa una sèrie de Cursos no reglats (o Títols propis) dirigits a professionals i el reciclatge periòdic dels quals ja estan treballant en aquestes matèries. Els títols que s'aconsegueixen a través d'aquests cursos de postgrau són els de Màster, Especialista Universitari i Expert Universitari.
Educació Permanent 
Diferents programes de formació continuada orientats a diverses àrees del saber.
Més informació sobre programes d'Educació Permanent de la UNED Arxivat 2006-08-29 a Wayback Machine.

### Cursos d'idiomes a distància
El Centre Universitari d'Idiomes a Distància (CUID), imparteix els seus estudis d'idiomes a distància conforme a la metodologia pròpia de la UNED, emprant materials didàctics propis o aquells que, sense ser-lo, es consideren més idonis per a l'ensenyament de l'idioma objecte d'aprenentatge. Lloc web del CUID de la UNED Cursos d'Estiu són configuradors d'una Universitat d'Estiu distribuïda per diversos Centres Associats, organitzats per professors de la Seu Central, durant sis setmanes properes al mes de juliol. Són d'oferta pública amb una durada de 20 hores lectives en una setmana. Els professors dels diferents nivells del sistema educatiu espanyol són els alumnes més assidus a aquests cursos. Els Estudis de Pràctica Jurídica, en la Facultat de Dret, disposen així mateix d'una Escola de Pràctica Jurídica dirigida per la professora Pilar Mellado Prado, qui desenvolupa múltiples seminaris i cursos orientats a advocats en exercici o alumnes d'últims cursos de carrera. Enllaç EPJ: http://www.uned.és/escola-practica-juridica/escola.htm%5BEnllaç+no+actiu%5D

## Model didàctic
El model didàctic de la UNED s'aferma en tres pilars, dos grans recursos que faciliten la comunicació entre professor i alumne, i una metodologia adequada a la singularitat de la seva docència.

## Participació
La participació de l'alumnat en la marxa de la Universitat es canalitza a través dels Consells de Centre, Consells de Facultat i del CAD i Consell General d'Alumnes.